# Aleksiej Polewoj
Aleksiej Leonidowicz Polewoj (ros. Алексей Леонидович Полевой; ur. 7 lipca 1921 w Moskwie, zm. 15 lipca 1972 tamże) – radziecki aktor filmowy i głosowy. Odznaczony Medalem za Ofiarną Pracę w Wielkiej Wojnie Ojczyźnianej 1941–1945 (1946) oraz Medalem 800-lecia Moskwy (1948). Zasłużony Artysta RFSRR (1954). Członek KPZR od stycznia 1954 roku. Pochowany na Cmentarzu Chimkińskim w Moskwie.

## Wybrana filmografia
- 1956: Noc sylwestrowa jako fakir
- 1962: Siedem nianiek
- 1962: Ballada huzarska jako Balmaszew
- 1965: Wakacje Bonifacego (głos)
- 1968: Film, film, film (głos)